# Харьковский государственный цирк
Харьковский государственный цирк (укр. Харківький державний цирк) — один из старейших и авторитетнейших учреждений данного профиля на Украине.

## История
В начале XIX века общее количество харьковских цирковых трупп было около шести. Представления проводились с весны по осень, а местом для представлений городскими властями были определены торговые площади — Рыбная (теперь это улица Кооперативная), Михайловской (ныне Площадь Героев Небесной сотни) и Мироносицкой (ныне сквер Победы) площадях.
В середине XIX в. на цирковые представления обратило внимание богатое сословие, что повлекло за собой строительство первых стационарных цирков. Различные цирковые труппы уже соревновались между собой за разрешение представить свою программу в городе.
Таким образом, уже в 1862 г. в Харькове на Московской улице был построен первый стационарный деревянный цирк. Он принадлежал прусскому подданному Вильгельму Суру, герою рассказов Куприна. Спустя пять лет бревенчатую постройку обнесли кирпичной стеной, укрыли парусиной. В 100 метрах от здания устроили специальные печи, тепло из которых переходило по трубам в помещение, где располагались зрители. Это позволило проводить выступления поздней осенью и даже зимой.
В 1868 году недалеко от цирка Сура появился ещё один деревянный балаган. Его владелец Жозеф Дерсен был директором московского цирка. Этот цирк Дерсена стал знаменит после того, как однажды ровно половина вырученной от представлений суммы была направлена пострадавшим от большого пожара 12 августа 1868 года.
В 1870 г. новый деревянный цирк построил рядом с Николаевской площадью молдавский подданный Иоганн Фриц.
В тот период вышеперечисленные антрепренёры боролись между собой за право показа своих цирковых трупп, а среди выступавших тогда были известные труппы Велле, братьев Годфруа, Альберта Саламонского, Вильгельма Сура, братьев Никитиных, Гаэтано Чинизелли и др.
В 1881 г. французские антрепренёры братья Л. и Ж. Годфруа на Торговой площади (ныне Павловская площадь) построили деревянное здание цирка с правом показа там представлений в течение 5 лет. Однако аренду братьям Годфруа городская дума не продлила, по причине участившихся пожаров в деревянных цирках Российской империи, а Торговая площадь — это фактически центр Харькова. Из-за угрозы жилым зданиям цирк по распоряжению губернатора был разобран.
В это время небольшие труппы и их антрепренёры Н. Лар, Александрович, Мельников, Карабан, Лапиадо и другие, строили деревянные временные цирки в уездных городах Харьковской губернии, а в Харькове проводили свои выступления в садах «Тиволи», «Бавария», в летних театрах частных лиц.
В 1882 году на Михайловской площади итальянец Эрнест Чинизелли построил огромный деревянный цирк.
В том же году в районе Жандармской площади (ныне площадь Милиционера) было построено деревянное здание цирка, которое принадлежало братьям Никитиным, основателям первого русского стационарного цирка.

### «Старый цирк»
Все деревянные цирки были основаны самими цирковыми артистами. В начале XX века, когда цирки стали привычным развлечением публики и приносили стабильный доход, за дело взялись предприниматели. Первым был Генрих Грикке, сколотивший состояние на оранжерейном деле. 
 На другой стороне Жандармской площади он построил вначале деревянный, а затем по проекту В. В. Хрусталёва, М. С. Коморницкого и Б. Н. Корнеенко в 1905—1906 годах первый каменный цирк в городе. Помимо того, что здание было оснащено передовыми технологиями того времени как электрическое освещение и калориферное отопление, зал был универсальным и при необходимости, посредством трансформации зрительного зала, трансформировался в театр.
Одна из легенд старого цирка гласит, что сын купца Грикке влюбился в цирковую наездницу и женился на ней. Якобы красавица мечтала о своем цирке, и цирк Грикке стал свадебным подарком. Но это только легенда.
С историей Старого цирка (как c 1977 года называть цирк-театр Генриха Грикке) связано много известных имён и судеб. В цирке-театре выступали не только акробаты, жонглеры, дрессировщики, комики, но и театральные труппы под руководством корифеев украинского театра М. Л. Кропивницкого, П. К. Саксаганского, М. К. Садовского. В 1912—1913 годах тут работал «Общедоступный театр» Н. Н. Синельникова.
С приходом советской власти здание цирка Грикке было национализировано и преобразовано в Государственный Цирк — один из лучших в стране.
Именно в Харькове начинали свой творческий путь такие известнейшие мастера манежа, как клоуны-дрессировщики Владимир и Юрий Дуровы, один из которых ездил на свинье по Екатеринославской улице, хотя кто именно, история умалчивает, клоун Константин Берман, укротитель львов Александр Буслаев, укротительница львов Ирина Бугримова, режиссёр Евгений Зискинд, эквилибрист Петр Маяцкий, эксцентрики, куплетисты Григорий Рашковский и Николай Скалов, составляющие с 1932 года популярнейший дуэт «Биб-Боб», дрессировщик Борис Эдер, иллюзионист Эмиль Кио. Арена цирка повидала таких известных артистов как дрессировщики М. П. Назарова и В. И. Филатов, клоуна Карандаша и дуэт Ю. В. Никулин — М. И. Шуйдин, иллюзиониста А. А. Фурманова, клоуна Виталия Лазаренко, ранее актёров цирка братьев Никитиных, первоклассного наездника Энрико Труцци, который первый в истории цирковых представлений начал жонглировать горящими факелами стоя на лошади, Марту Сур, о которой в одной из газет того времени написано: «не только прекрасная наездница, но и недюжинная балерина», и других замечательных мастеров.
Директором этого цирка на протяжении практически 50 лет (1934—1982) работал Фред Дмитриевич Яшинов.
В период Великой Отечественной войны в здании цирка немцы устроили колбасную фабрику, а когда отступали — заминировали его. Спасла строение жена одного из артистов — она работала у немцев уборщицей и видела, где те закладывали взрывчатку. После того как советские войска вошли в город, женщина с точностью до полуметра указала на месторасположение мин.
Цирк принимал зрителей вплоть до 1977 года, когда в городе заработало здание «Нового цирка», возведённого на площади Урицкого (ныне пл. Ирины Бугримовой). В «старом» же цирке расположился филиал Всесоюзной дирекции по подготовке цирковых программ, аттракционов и номеров — второй в Союзе (первый — Московская) и единственной на Украине.

### Театр Муссури
В 1911 году театральным предпринимателем греком и бывшим управляющим цирком братьев Никитиных Герасимом Михайловичем Муссури по проекту Б. Н. Корнеенко на углу Благовещенской (в советское время называлась ул. Карла Маркса, в 2016 году переименована обратно в ул. Благовещенская) и Дмитриевской улиц было построено новое большое здание цирка-театра. Это был самый большой цирк в мире — на 5750 мест, с гардеробными, различными цехами и подсобными помещениями. «Два цирка в Харькове?! — удивлялись приезжие артисты — американцы, итальянцы, немцы, французы. — Неслыханная роскошь!» Действительно, в то время стационарные цирковые площадки имелись даже не во всех крупных столичных городах.
Как цирк здание проработало недолго и впоследствии имело богатую театрально-опереточную историю.

### «Новый цирк»
В 1974 году Харьковский цирк переехал в новое здание, на манеже которого 9 апреля было дано первое представление. Здание «Нового» цирка было построено по переработанному проекту повторного применения архитектором В. Л. Касьяном в 1970—1974. Зрительный зал вмещает более 2000 человек, просторное вестибюль и кафе на первом этаже, на втором — кольцевое фойе с остеклённой фойе.
Новый цирк оборудован просторными конюшнями, львятником и слоновником; кухней и душевыми для животных; гримерными, спортивно-репетиционным залом, дирижёрской и нотной комнатами, что значительно облегчает труд цирковых артистов и жизнь животных.
В разные годы на манеже Нового цирка выступали «Цирк на воде», «Цирк-ревю», «Цирк на льду»; иллюзионист Илья Символоков, укротительница тигров Маргарита Назарова, наездник Евгений Рогальский, дрессировщица медведей Эльвина Подчерникова и жонглёр-иллюзионист Отар Ратиани; клоуны Михаил Румянцев (Карандаш), Юрий Никулин, Михаил Шуйдин, Андрей Николаев, Станислав Щукин, Валерий Серебряков, Анатолий Марчевский, Юрий Куклачёв, Федор Гулевич и Александр Воронецкий и многие многие другие.
С 1982 по 2001 гг. директором Харьковского цирка являлся Н. М. Юнаков, с 2001 г. по настоящее время директором Харьковского цирка является А. А. Житницкий. С 2010 года  инспектором манежа Харьковского цирка является Л. М. Спектор.